# EFREI Paris
EFREI Paris, antiga École française d'électronique et d'informatique, é uma escola privada de engenharia francesa situada em Villejuif, Ilha de França, a sul de Paris. Os seus cursos, especializados em informática e gestão, são ministrados com o apoio do Estado.
A EFREI foi fundada em 1936 como a École Française de Radioélectricité.
O programa mestre de dois anos oferece 12 majors: Sistemas de Informação e Cloud Computing, Business Intelligence, Engenharia de Software, Segurança dos SI, Imagem e Realidade Virtual, TI para Finanças, Bio-Informática, Grandes Dados, Aviónica e Espaço (sistemas incorporados), Sistemas Inteligentes e Robótica, Novas Energias e Sistemas Inteligentes, Redes e Virtualização.

## Alunos famosos
- Pol Pot, um político e revolucionário cambojano foi primeiro-ministro do Kampuchea Democrático entre 1976 e 1979